# Steliana Nistor

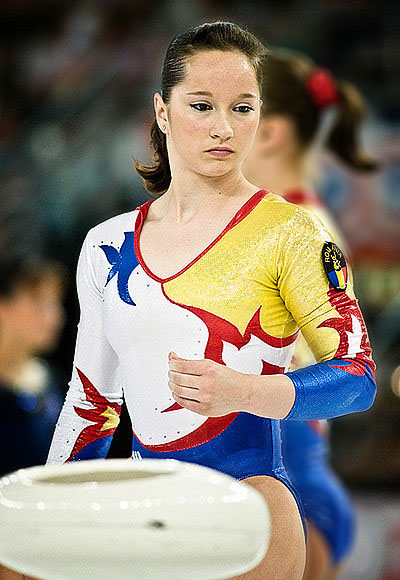
Steliana Nistor 2008

Steliana Nistor (* 15. September 1989 in Sibiu) ist eine ehemalige rumänische Kunstturnerin.
Sie begann im Alter von fünf Jahren mit dem Turnen beim CSȘ Sibiu, wo sie u. a. von der Olympiasiegerin von 1984 Mihaela Stănuleț trainiert wurde. 2004 wurde sie Junioreneuropameisterin im Mehrkampf.
2006 nahm Nistor zum ersten Mal an den Turn-Europameisterschaften teil. In Volos gewann sie mit der rumänischen Mannschaft Silber hinter den Italienerinnen und erreichte am Stufenbarren den sechsten Platz. Bei den Turn-Weltmeisterschaften im selben Jahr verpasste sie knapp die Medaillenränge. Sowohl mit der Mannschaft als auch im Einzel-Mehrkampf wurde sie Vierte.
Bei den Europameisterschaften 2007 gewann Nistor am Stufenbarren Silber. Eine weitere Medaille errang sie am Schwebebalken. Punktgleich mit der Griechin Stefani Bismpikou landete sie auf dem Bronzeplatz. Bei den Turn-Weltmeisterschaften 2007 gewann sie gleich drei Medaillen, jeweils Silber im Einzel-Mehrkampf und am Balken und Bronze mit der Mannschaft.
2008 gelang Nistor bei den Europameisterschaften ihr erster Titelgewinn. Gemeinsam mit Gabriela Drăgoi, Sandra Izbașa, Cerasela Pătrașcu und Anamaria Tămârjan wurde sie Europameisterin in der Mannschaftswertung. Außerdem gewann sie am Stufenbarren Silber hinter der Russin Xenija Semjonowa. Im selben Jahr fanden auch die Olympischen Spiele in Peking statt. Dort gewann Nistor mit der rumänischen Mannschaft Bronze. Auch im Mehrkampf und am Stufenbarren konnte sie die Finals erreichen, wo sie mit den Plätzen fünf und sieben abschloss.
Nach ihrem Rücktritt war sie vier Jahre Trainerin in Norwegen.